# Abaja (Kihelkonna)
Abaja – wieś w Estonii, w prowincji Sarema, w gminie Kihelkonna.